# Крус-дель-Эхе
Крус-дель-Эхе (исп. Cruz del Eje) — город и муниципалитет в департаменте Крус-дель-Эхе провинции Кордова (Аргентина), административный центр департамента.

## История
Изначально в этих местах находились индейские поселения Токо-Токо и Кавис. Затем здесь начали селиться испанские поселенцы. В 1890 году был образован муниципалитет, в том же году здесь открылась железнодорожная станция. В 1944 году было завершено строительство дамбы, в результате чего образовалось водохранилище Крус-дель-Эхе. Город рос и развивался, и в середине 1970-х стал 4-м по величине городом провинции.
В 1970-х годах железная дорога была ликвидирована, и город начал постепенно приходить в упадок.

## Знаменитые жители
- С 1929 по 1963 годы в городе (с небольшими перерывами) работал Артуро Умберто Ильиа, ставший в 1963 году президентом Аргентины. В 2003 году дом, в котором он жил, был превращён в музей[исп.].
- В Крус-дель-Эхе провёл детство футболист Эваристо Баррера, именно здесь он начал играть в футбол.